# Pawieł Choład
Pawieł Ihnatawicz Choład (biał. Павел Ігнатавіч Холад; ur. 1935) – białoruski polityk, w latach 1990–1996 deputowany do Rady Najwyższej Białoruskiej SRR/Rady Najwyższej Republiki Białorusi XII kadencji; członek Opozycji BNF – frakcji parlamentarnej partii Białoruski Front Ludowy (Biełaruski Narodny Front) – o charakterze antykomunistycznym i niepodległościowym.

## Życiorys
Urodził się w 1935 roku. Ukończył Miński Instytut Technologiczny. W 1990 roku został wybrany na deputowanego ludowego do Rady Najwyższej Białoruskiej SRR z Pleszczenickiego Okręgu Wyborczego Nr 67 w obwodzie mińskim. Początkowo należał do frakcji parlamentarnej Klub Demokratyczny. 16 maja 1990 roku, wraz z 14 innymi deputowanymi z Klubu, podpisał deklarację o utworzeniu opozycji parlamentarnej (Opozycji BNF), zainicjowaną przez Grupę Deputacką BNF. Od tego czasu zazwyczaj popierał działania Opozycji BNF, podpisywał się pod jej dokumentami, głosował zgodnie z jej polityką. Po pewnym czasie w pełni wstąpił do Opozycji BNF.
Wchodził w skład Komisji Rady Najwyższej ds. Ochrony Zdrowia, Kultury Fizycznej i Opieki Społecznej oraz Czasowej Komisji Rady Najwyższej ds. Oceny Działalności członków PKSW i Popierających Ich Tworów Społeczno-Politycznych, Organów Władzy i Administracji Państwowej, Urzędników i Obywateli (1991 r.). Był również członkiem tzw. Gabinetu Cieni Opozycji BNF. Kierował w nim Ministerstwem Kultury Fizycznej i Sportu.
Brał udział w opracowaniu i przyjęciu Deklaracji o Państwowej Suwerenności Białorusi oraz w przygotowaniu projektów ustaw na nadzwyczajnej sesji Rady Najwyższej 24–25 sierpnia 1991 roku, w czasie której ogłoszono niepodległość Białorusi.
Współautor szeregu projektów ustaw. W październiku 1993 roku uczestniczył w spotkaniu z przewodniczącym Rady Najwyższej Stanisłauem Szuszkiewiczem, na którym Opozycja BNF zażądała dymisji rządu premiera Wiaczasłaua Kiebicza, stworzenia rządu koalicyjnego i podjęcia działań na rzecz obrony niepodległości i zapobieżenia osuwaniu się kraju w stronę autorytaryzmu.
W 2010 roku Zianon Pazniak opisał w swoich wspomnieniach Pawła Chołada następująco:

starszy od nas wszystkich, był człowiekiem innego zahartowania – zazwyczaj, kiedy widział niesprawiedliwość, to do trzech nie liczył, mógł przywalić z miejsca. Zajmował kierownicze stanowisko, ale w Radzie Najwyższej występował z zasady krytycznie, ostro i nie zważając na osoby.